# رئیسی (میان‌جلگه)
رئیسی، روستایی در دهستان عشق‌آباد بخش مرکزی شهرستان میان‌جلگه در استان خراسان رضوی ایران است. این روستا، مرکز دهستان عشق‌آباد است.

## جمعیت
بر پایه سرشماری عمومی نفوس و مسکن در سال ۱۳۹۵، جمعیت این روستا برابر با ۱٬۰۳۱ نفر (۳۲۳ خانوار) بوده است.